# 折尾車站
折尾車站（日语：〔〕／〔〕 Orio eki */?）是位於日本福岡縣北九州市八幡西區堀川町、隸屬於九州旅客鐵道（JR九州）的鐵路車站。折尾車站是九州島主要南北幹線鹿兒島本線與地方支線筑豐本線的交會車站，筑豐本線以折尾作為分界，北段往若松的部分又被暱稱為「若松線」，而折尾以南的部分則是暱稱為「福北豐線」（福北ゆたか線）的都會郊區路線之一部分。
JR九州近年來有意使用較靠近九州島中線的筑豐本線來取代太靠近西部海岸側、與新幹線路線重複度太高的鹿兒島本線來作為南北方向的主軸路線。為了配合屆時勢必大增的列車量與人潮，折尾車站將會在現有的月台之外進行擴建，並將非常有歷史的現行站房移至他處保存。

## 車站構造
折尾車站由於正好位於鐵路的分岔點之上，因此車站本身也搭配路線的分歧，而有鹿兒島本線所使用的主站房與福北豐富線所使用的副站房兩部分，兩站房中間相隔約150公尺，有通道連結。車站主站房採雙層設計，其中位於一樓的是對向兩座側式月台與兩條乘車線，二樓則設有一座側式與一座島式月台、共三條乘車線。至於福北豐富線的副站房則設有對向兩座側式月台兩條乘車線。
1917年時建造的現行車站站房與門司港車站相同，採用文藝復興式的歐風建筑風格，至於連結主副兩站房的通道，則是少見地擁有用紅磚疊砌而成的外牆。

### 月台配置
| 月台 | 路線       | 方向 | 目的地               | 備註                                                               |
| ---- | ---------- | ---- | -------------------- | ------------------------------------------------------------------ |
| 1    | 福北豐線   | 下行 | 直方、飯塚方向       | 黑崎方向的列車                                                     |
| 2    | 福北豐線   | 上行 | 黑崎、小倉方向       | 直方方向的列車                                                     |
| 3    | 鹿兒島本線 | 下行 | 香椎、博多方向       |                                                                    |
| 4    | 鹿兒島本線 | 上行 | 黑崎、小倉、大分方向 | 從這個車站出發的第一班火車                                         |
| 5    | 鹿兒島本線 | 上行 | 黑崎、小倉、大分方向 |                                                                    |
| 6、7 | 福北豐線   | 下行 | 直方、飯塚方向       | 每個月台的出發和到達方向根據每個月台垂直方向的使用時間而有所不同。 |
| 6、7 | 若松線     | 上行 | 若松方向             | 每個月台的出發和到達方向根據每個月台垂直方向的使用時間而有所不同。 |

- 電梯高架工程開工前，老一號月台北通道與老三號月台的連接處只有一處。（改裝的行李電梯）。此外，從高架工程開工到臨時3-5月台竣工，在連接舊1日月台和舊4、5月台的通道樓梯上安裝了輪椅梯。 2021年1月1日至2021年1月1日，臨時3-5、新6、7月台建成後，2樓檢票口層與各月台之間將安裝電梯。除此之外電扶梯安裝在檢票口層與新的6、7號月台之間，一上一下。 1月2日新站樓通車後，所有月台上下各配備1部自動扶梯和1部電梯。 高見口檢票口和B站台之間有一個斜坡。[1]。

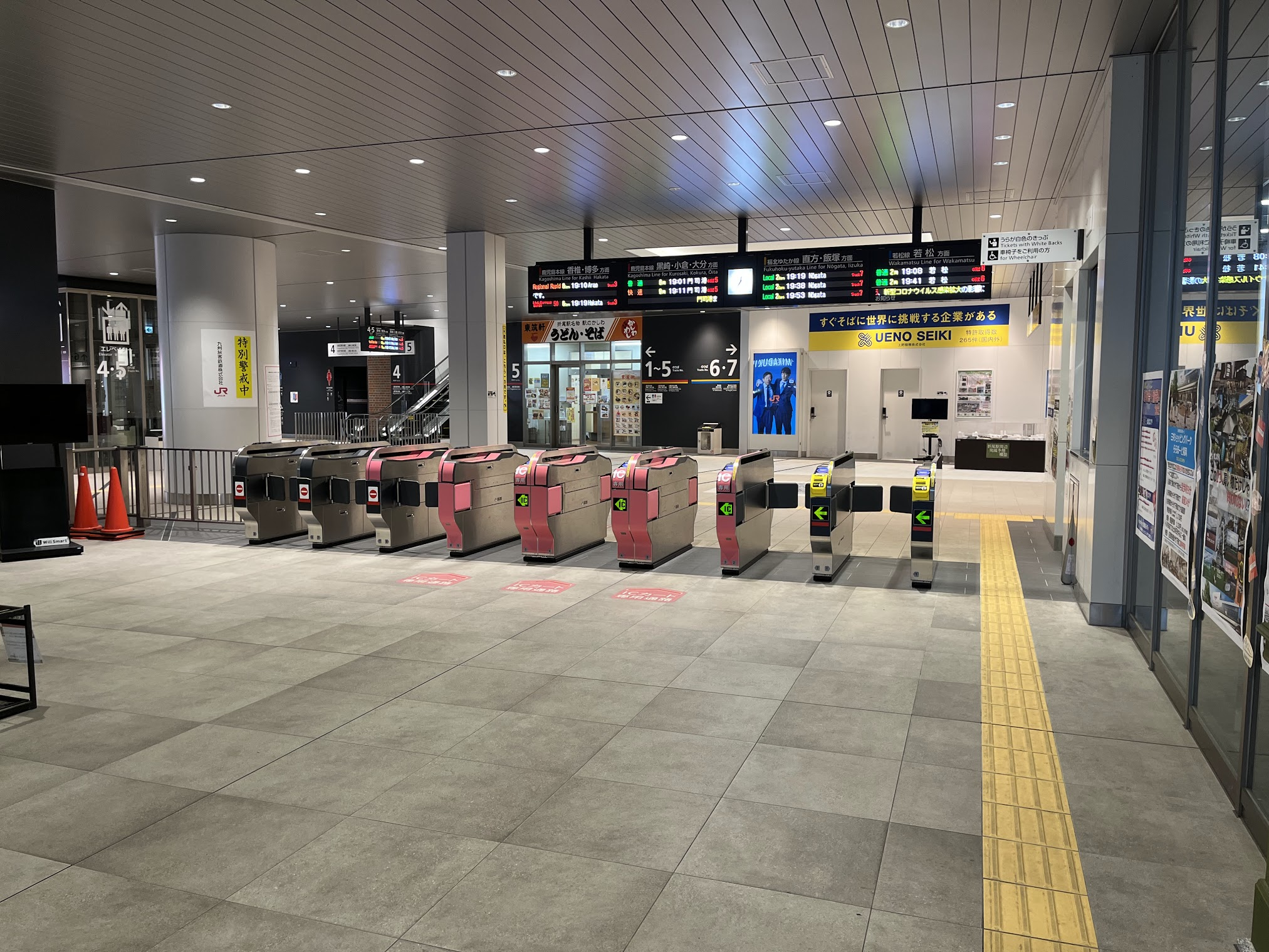
驗票口（2022年11月）
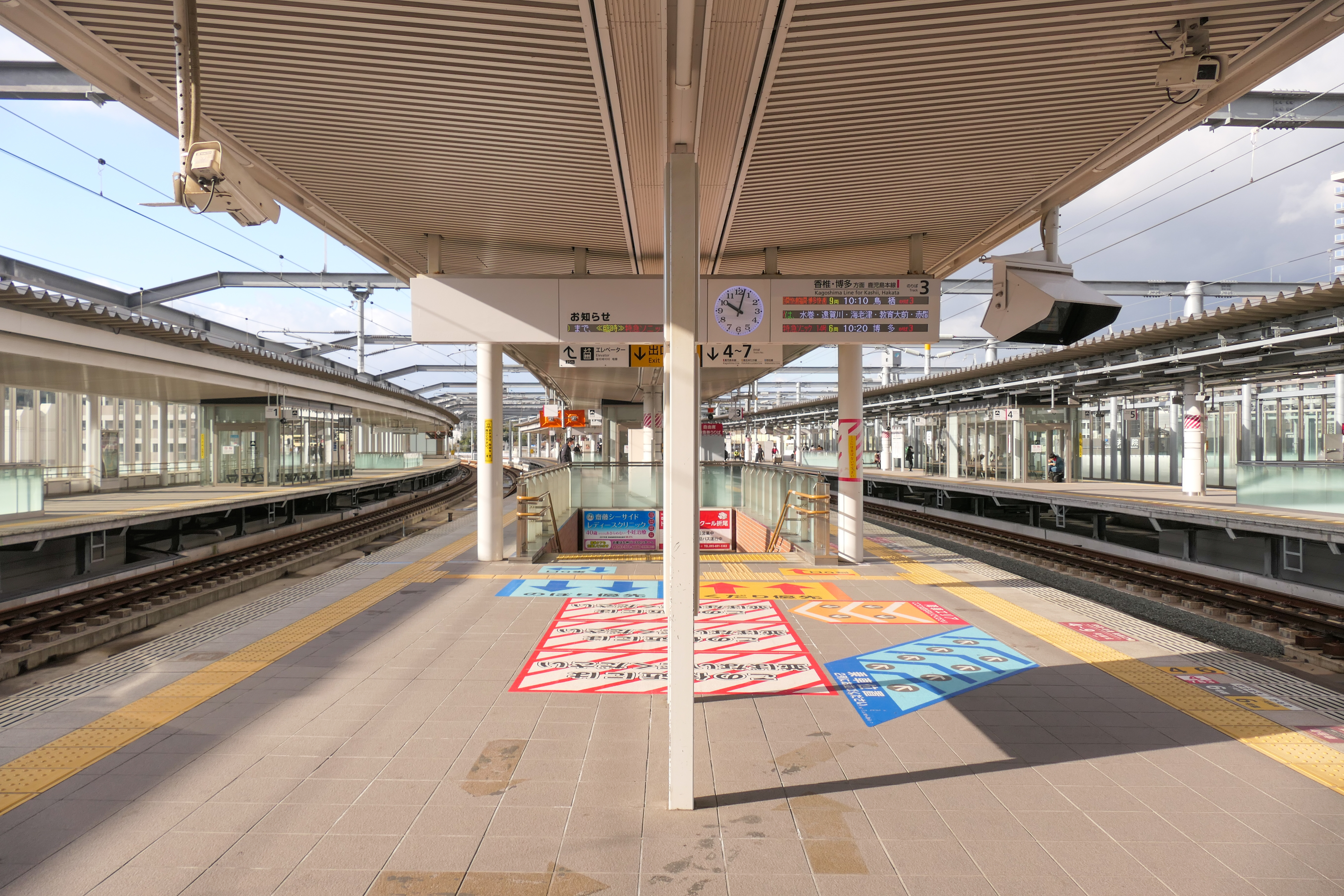
3號月台（2021年12月）
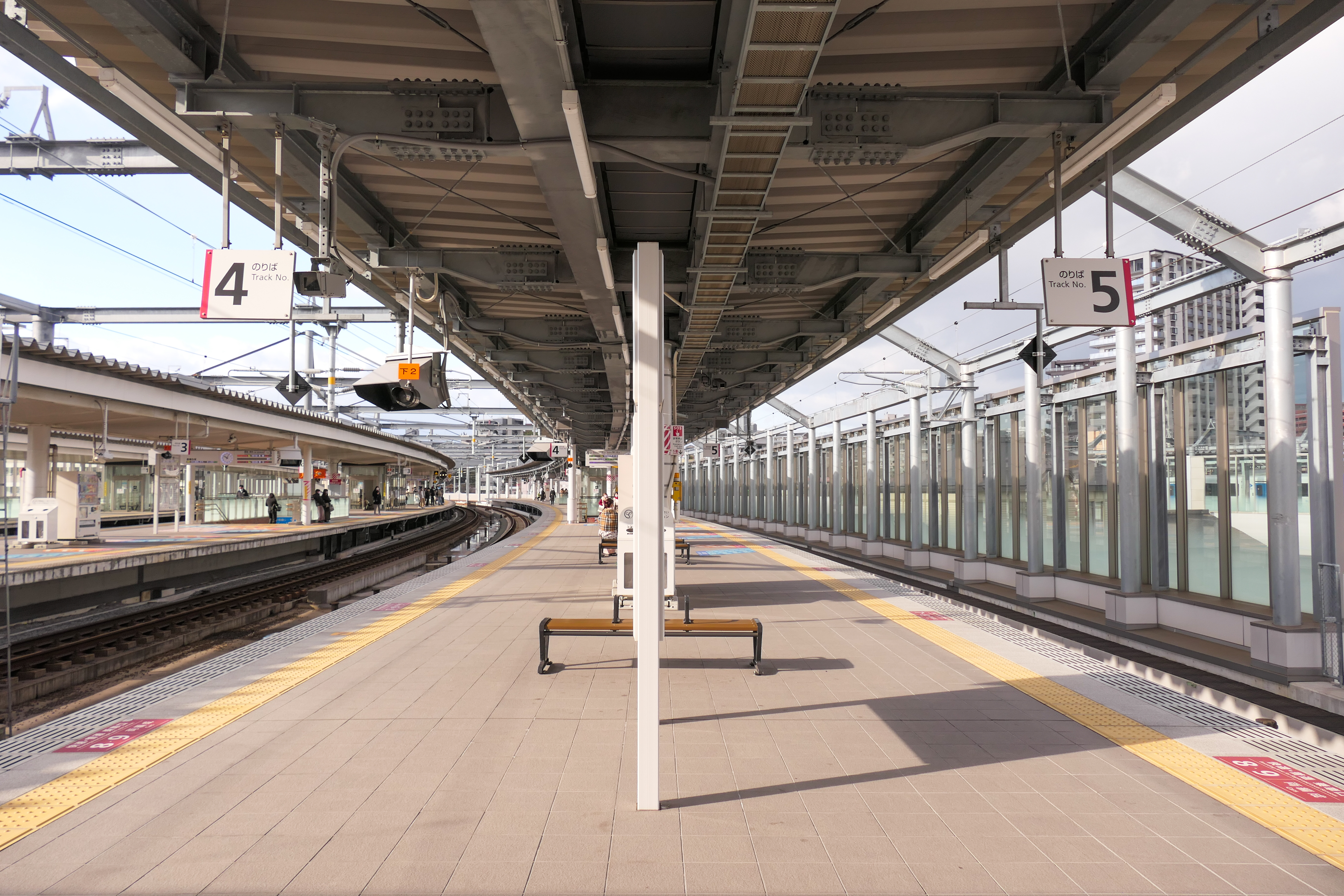
4號與5號月台（2021年12月）
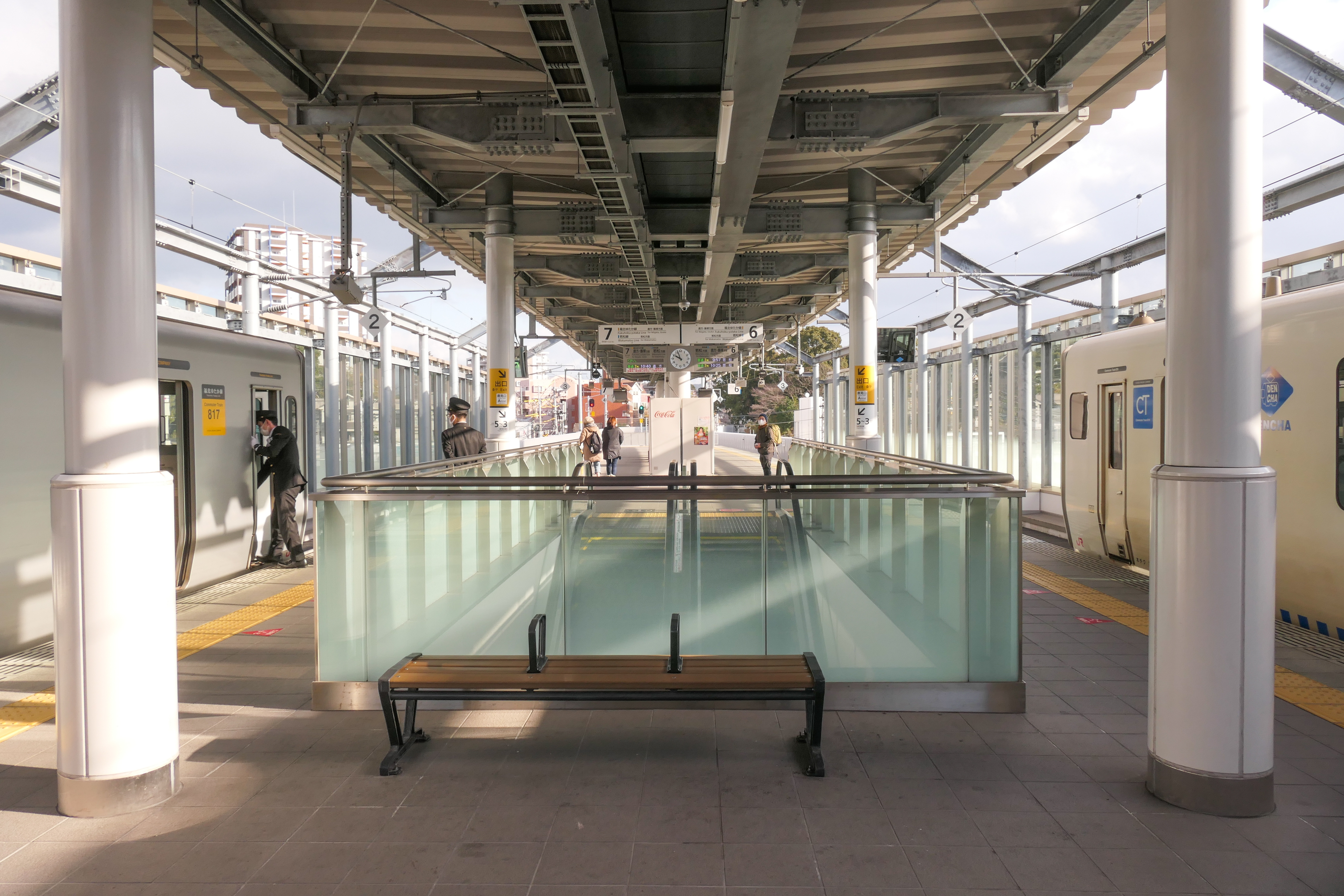
6號與7號月台（2021年12月）

## 西鐵北九州線折尾停留場

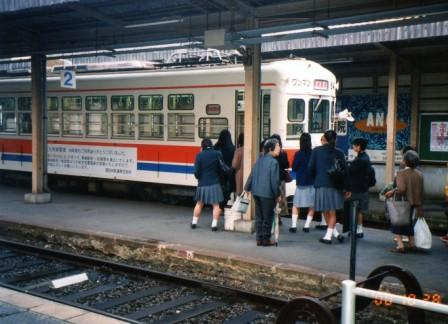
月台與600型列車（2000年）

本站舍的面向的南面曾經設有西日本鐵道（西鐵）北九州線的折尾停留場。

## 歷史
- 1891年（明治24年）
  - 2月28日 - 以新通車的九州鐵道（第一代）車站身份啟用[3]。
  - 8月30日 - 筑豐興業鐵道通車[3]。
- 1893年（明治26年）6月30日 - 折尾～中間兩站間的短路線通車[3]。
- 1894年（明治27年）
  - 8月- 筑豐興業鐵道改名為筑豐鐵道[3]。
  - 12月21日 - 折尾～中間兩站間的路線複線化[3]。
- 1895年（明治28年）11月3日 - 第一代的共用車站站房完工[3]。
- 1896年（明治29年）4月29日 - 若松～折尾間複線化[3]。
- 1897年（明治30年）10月1日 - 筑豐鐵道被（初代）九州鐵道所收購[3]。
- 1907年（明治40年）7月1日 - （初代）九州鐵道國有化，由帝國鐵道廳接管[3]。
- 1911年（明治44年）4月4日 - 黑崎～折尾之間複線化[3]。
- 1913年（大正2年）12月8日 - 折尾～遠賀川之間複線化[3]。
- 1917年（大正6年）7月10日 - 今日可見的第二代站房（主站房）完工[3]。
- 1922年（大正11年）4月1日 - 折尾～中間之間的路線四線化[3]。
- 1930年（昭和5年）5月15日 - 本城信號所～折尾之間的路線三線化。
- 1945年（昭和20年）8月15日 - 貨運業務轉由新設置的東折尾操車場操作。
- 1961年（昭和36年）6月1日 - 門司港～久留米之間的路線電氣化。
- 1987年（昭和62年）4月1日 - 日本國鐵分割民營化，折尾車站的經營由JR九州繼承。
- 1984年（昭和59年）9月 - 作為折尾車站廣場區域再開發的一部分，在車站前以 Maruwa 作為主力店的 4 層商業大樓竣工[4]。
- 1985年（昭和60年）12月18日 - 包括西鐵折尾座站在內的第二座再開發大樓竣工，與去年開始運營的商業大樓一起被命名為「獵戶座廣場」[4]。
- 1986年（昭和61年）10月 -  車站大樓夜間照明（亮起）開始[4]。
- 1987年（昭和62年）
  - 1月20日 - 折尾站後面的中央市場發生火災，被西鐵巴士辦事處損壞。
  - 4月1日 - 國鐵分割民營化JR九州繼承[3]。
- 1988年（昭和63年）3月13日 - 福北豐富線（副站房）上的第六、第七乘車線啟用[3]。
- 2001年（平成13年）10月6日 - 筑豐本線在東折尾～折尾～桂川之間的路線電氣化。
- 2005年（平成17年）4月15日 - 伴隨折尾地區的綜合開發計畫，折尾車站周圍的路線確定要進行高架化改建[3]。
- 2009年（平成21年）3月1日 - IC卡「SUGOCA」開始使用[3]。
- 2019年（平成31年）3月16日 - 鹿兒島本線北側新建1號高島月台6號、7號月台，築豐本線（若鬆線/福北豐線）月台搬遷，1號、2號月台在取消地面站台，使用兩個站台，檢票口內有連接通道，直接連接東西出口。 同時，原名為6、7站台的短路線站台（Takamiguchi）站台名稱已更改為A站台和B站台。[5]。在現場「奧里奧隧道」其中，與6號線和7號線相連的部分將作為單軌投入使用。 折尾站-本莊站之間的臨時單軌（在折尾站內處理）。
- 2020年（令和2年）5月23日 - 折尾站-本城站之間複線化。
- 2021年（令和3年）1月2日 - 新車站大樓投入使用。 鹿兒島本線作為短路線高架站台的臨時線路，搬遷至鹿兒島本線新站台（臨時5號→新建3號站台和新建4號、5號站台）。[6][7]。
- 2022年（令和4年）3月12日 - 從當日首班列車起，短線改用高架站台，所有站台出入口合併到新站樓內，同時廢止高見出口[8]。此外，綠窗口營業時間將從19:30縮短至19:00。
- 2024年（令和6年）度 - 連續穿越工程計劃完成[9]。審核前定於2022年[9]。

## 相鄰車站
九州旅客鐵道
 鹿兒島本線
- 特急「音速」「日輪SEAGAIA」「火花」停車站

■快速、■區間快速
黑崎（JA21）－折尾（JA19）－（一部分停靠海老津站）－赤間（JA14）
■區間快速（一部分列車）、■普通
陣原（JA20）－折尾（JA19）－水卷（JA18）
福北豐線
■快速
折尾（JC26） → 東水卷（JC25）
■普通
陣原（JA20）－折尾（JC26）－東水卷（JC25）
若松線（筑豐本線 若松方向）
本城（JE02）－折尾（JE01）－（東水卷）
西日本鐵道（廢除）
北九州線
折尾東口－折尾

## 外部連結
- 折尾車站（JR九州） （页面存档备份，存于）

33°51′50″N 130°42′44″E / 33.86389°N 130.71222°E